# 荊光裕
荊光裕（1533年—？），字孝啓，號养吾，直隸鎮江府丹陽縣人，軍籍，明朝政治人物。

## 生平
嘉靖三十七年（1558年）戊午科應天府鄉試第七十六名舉人。隆慶五年（1571年）中式辛未科會試第二百九十三名，二甲第三十二名進士。大理寺觀政，授南京刑部主事，萬曆三年（1575年）升郎中。五年官南京吏部考功司郎中，萬曆七年（1579年）十二月升雲南提學副使，十年九月考察天下提学官，被降职，十七年六月降授四川布政司右参议，升广东副使，二十年降用。

## 家族
曾祖荊遵；祖父荊瓚；父荊輅，七品散官，封吏部郎中。母陳氏。具庆下。兄光祖。弟光祚、光祉。曾孫荆其惇，顺治己丑進士；曾孫荆柯，順治乙未進士。